# Édouard Sailly
Édouard Sailly, né en 1941 à Abéché, à l'Est du Tchad, est un réalisateur et photographe tchadien. 

## Biographie

### Formation
Edouard Sailly nait en 1941 d’une mère arabe d’Arada à Abéché et d’un père soldat français de la colonne Leclerc, Georges Sailly. Après avoir obtenu son certificat d’études primaires qui, d'après son affirmation «mon seul diplôme» à l’internat des métis de Fort-Lamy, l’ancienne N’Djaména.

### Carrière
Au début de sa carrière, il a enchaîné les métiers de mécanicien et infirmier vétérinaire. Il a été le secrétaire de Gabriel Lisette , le président fondateur du Parti populaire tchadien, PPT. 
Il a été le projectionniste au cinéma Le Normandie. Aujourd'hui il est considéré comme le « pionnier » du cinéma au Tchad. Il s'est formé en France avec Les Actualités françaises. Dans les années 1960 et 1970, il réalise une série de courts métrages documentaires, principalement ethnographiques,. Dont entre autres Pêcheurs du Chari, Le Lac Tchad, l'Enfant du Tchad. 

## Filmographie
- 1964 : Pêcheurs du Chari
- 1966 : Le Lac Tchad
- 1966 : Les Abattoirs de Forchia
- 1966 : Salam el Kebir
- 1966 : Largeau
- 1967 : Le Troisième Jour
- 1969 : L'Enfant du Tchad
- 1972 : À la découverte du Tchad